# Praskov'ja Sergeevna Ščerbatova
Principessa Praskov'ja Sergeevna Ščerbatova, (in russo: Прасковья Сергеевна Щербатова) (Bobriki, 9 aprile 1840 – Dobrna, 30 giugno 1924), è stata una storica e archeologa russa.

## Biografia
Era la figlia di Sergej Aleksandrovič Ščerbatov (1800-1864), e di sua moglie, la principessa Praskov'ja Borisovna Czetwertyński-Światopełk (1818-1899), figlia del principe Boris Antonovič Czetwertyński-Światopełk. Da parte della madre era la nipote di Marija Antonovna, amante di Alessandro I e la madre dei suoi figli. Era la sorella del principe Nikolaj Sergeevič Ščerbatov, direttore del Museo statale di storia.
Praskov'ja ricevette un'educazione privata. Conosceva tre lingue. Tra i suoi insegnanti c'era  Fedor Ivanovič Buslaev che le impartiva lezioni di letteratura russa, Nikolaj Grigor'evič Rubinštejn che le impartiva lezioni di musica, Aleksej Kondrat'evič Savrasov che le impartiva lezioni di disegno.

## Matrimonio
Nel 1859 sposò il famoso archeologo russo Aleksej Sergeevič Uvarov. Fecero un viaggio di nozze in Italia, che alimentò ulteriormente il suo interesse per le antichità storiche. Ebbero sette figli:
- Aleksej Alekseevič (1859-1913);
- Praskov'ja Alekseevna (1860-1934);
- Sergej Alekseevič (1862-1888);
- Ekaterina Alekseevna (nata e morta nel 1863);
- Ekaterina Alekseevna (1864-1953);
- Fëdor Alekseevič (1866-1954), sposò Ekaterina Vasil'evna Gudoviča, sorella di Aleksandr Vasil'evič Gudovič;
- Igor Alekseevič (1869-1934).

## Morte
Più tardi è stata presidente della Società Archeologica di Mosca, membro onorario della Accademia Imperiale delle Scienze (1895), dell'Istituto di Archeologia dell'università di Pietroburgo (1891) e dell'Istituto Lazarev di Lingue Orientali (1902).
Morì il 30 giugno 1924 a Dobrna, nell'allora Jugoslavia.